# 常楽寺 (川越市)
常楽寺（じょうらくじ）は、埼玉県川越市にある時宗の寺院である。

## 歴史

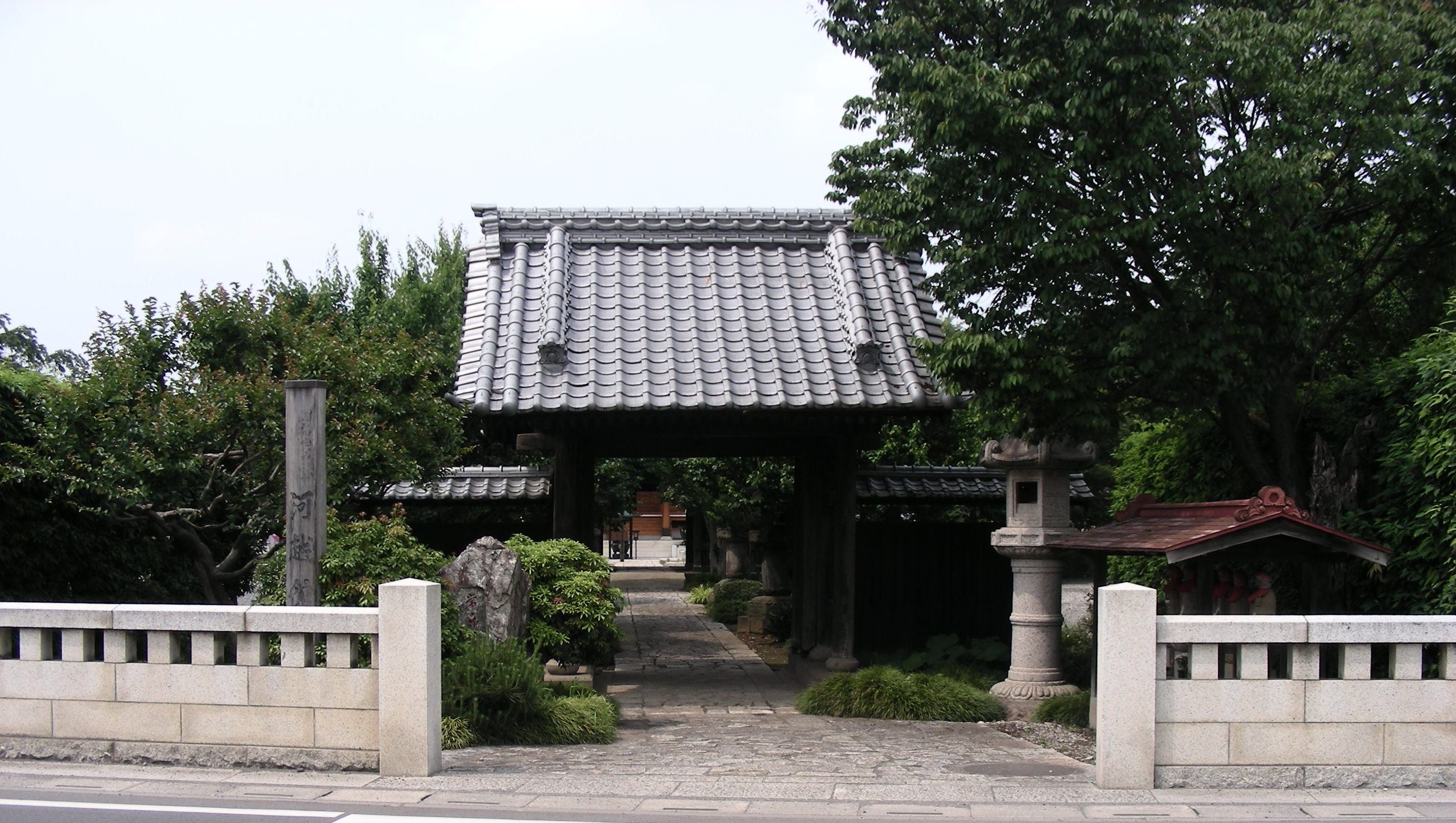
常楽寺山門

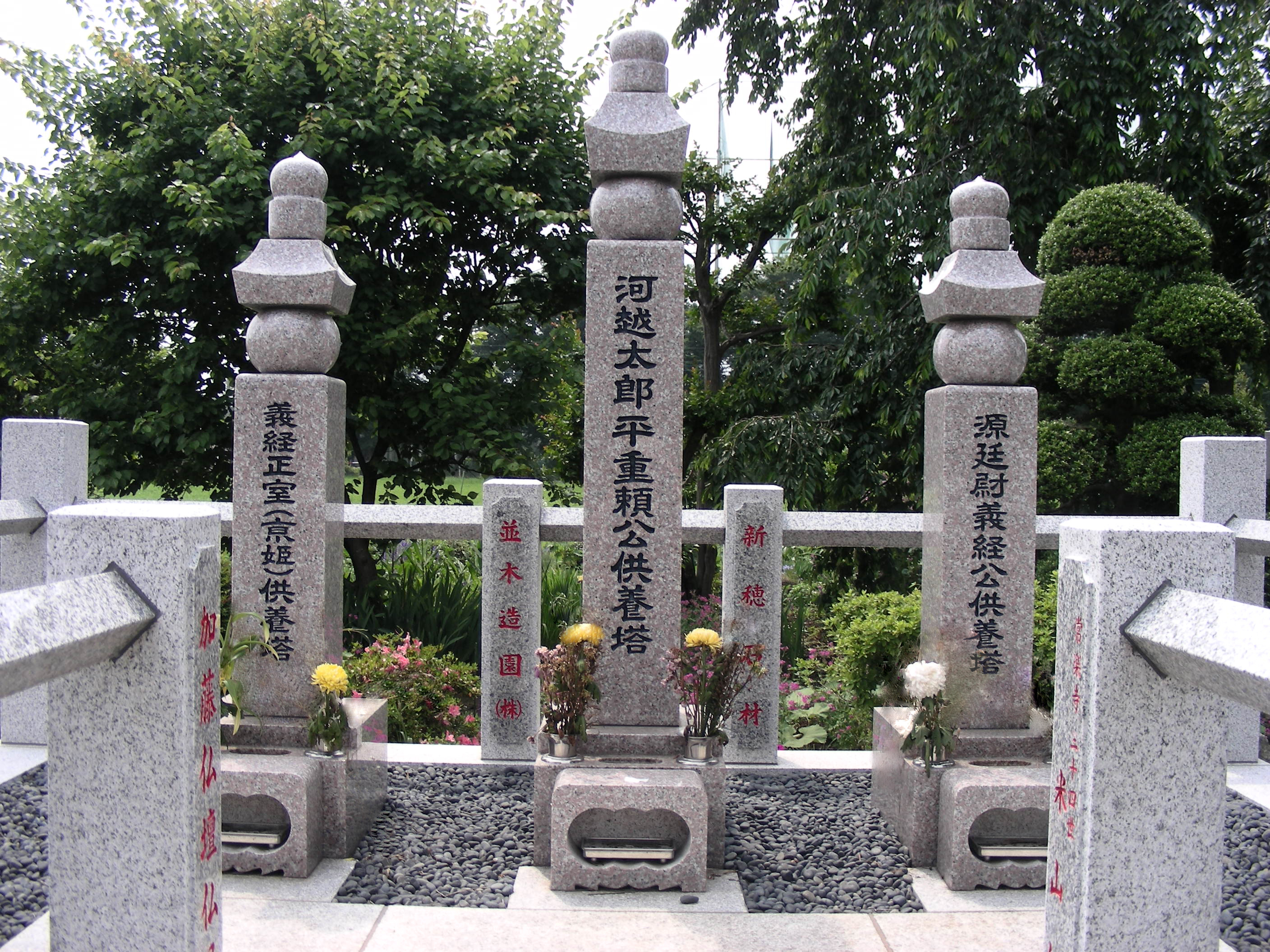
京姫・重頼・義経供養塔

平安時代末期から南北朝時代にかけて、武蔵国で最大勢力の豪族であった河越氏が拠点としていた河越館の跡地の一角にある。常楽寺は河越氏の持仏堂が基となって発展したものとされる。応安元年（1368年）の武蔵平一揆で河越氏が滅んだあと、長享の乱の際には扇谷上杉家の河越城を攻略するため、山内上杉家の上杉顕定がここに上戸陣を置いた。
後北条氏が川越を支配すると重臣の大道寺政繁が領主となったが、豊臣秀吉の小田原征伐に屈し、秀吉の命で大道寺政繁はこの地で自害した。大道寺政繁供養塔がある。また河越重頼・京姫（郷御前）・源義経の供養塔もある。京姫は義経の正室で、義経と4歳の娘と共に平泉・衣川館で最期を遂げ、重頼もそのため源頼朝に誅殺された。
境内に一遍上人の像がある。石灯篭は、かつて東京芝の増上寺の徳川家の墓所にあったもの。

## 新日吉神社
常楽寺の北西ほど近くに新日吉神社（現在の上戸の日枝神社）がある。永暦元年（1160年）、後白河法皇が京都東山に新日吉山王社を祀ったのにともない、河越氏がこの地を新日吉山王社に寄進、新日吉社領河越荘となった。河越重頼は京都の新日吉山王社から分祀してこの地に新日吉神社を創建、以来、河越荘の総鎮守として河越氏一族が崇敬した神社であった。明治時代の神仏分離令で「日枝神社」と名を変えて現在に至っている。（川越市小仙波の日枝神社とは別。）　河越重頼が新日吉神社に奉納した太刀は、川越歴史博物館に所蔵されている。
文応元年（1260年）に河越経重が、新日吉神社に銅鐘を寄進、現在は川越市内の養寿院にある（国の重要文化財）。かつては常楽寺より新日吉神社に鎌倉街道が通っていた。

## 交通
- 東武東上線霞ケ関駅から徒歩約17分